# برونو پینیرو
برونو پینیرو (پرتغالی: Bruno Pinheiro؛ زادهٔ ۳۰ اکتبر ۱۹۷۶) مربی فوتبال اهل پرتغال است.